# Primula jucunda
Primula jucunda är en viveväxtart som beskrevs av William Wright Smith. Primula jucunda ingår i släktet vivor, och familjen viveväxter. Inga underarter finns listade i Catalogue of Life.